# Фріц Грісгаммер
Фріц Грісгаммер (нім. Fritz Grieshammer; 30 березня 1899, Регау — 26 грудня 1956, Мюнхен)— німецький офіцер, генерал-майор люфтваффе. Кавалер Лицарського хреста Залізного хреста.

## Біографія
25 січня 1915 року поступив на службу добровольцем в 3-й баварський залізничний батальйон. Учасник Першої світової війни. 2 жовтня 1920 року демобілізований, наступного дня поступив на службу в поліцію. 1 серпня 1935 року перейшов у люфтваффе, пройшов курс командира батареї в училищі зенітної артилерії Вустрова. З 1 жовтня 1935 року — командир батареї 8-го, з 1 квітня 1936 року — 18-го зенітного полку.
З 1 жовтня 1936 року — командир 2-го батальйону 25-го зенітного полку, з 1 липня 1938 року — 32-го зенітного дивізіону, з 1 жовтня 1938 року — зенітної групи «Кассель», з 1940 року — моторизованого зенітного полку «Грісгаммер» танкової групи «Гудеріан», з 20 листопада 1940 року — зенітної бригади спеціального призначення, з 30 січня 1941 — 9-ї, з 6 травня 1941 року — 6-ї зенітної бригади. З 10 липня 1942 року лікувався в шпиталі люфтваффе в Бухаресті, потім в Бад-Айблінгу. 22 липня переведений у 36-й запасний зенітний дивізіон. З 30 липня 1942 року — офіцер для особливих доручень Імперського міністерства авіації. З 17 жовтня 1942 року — командир зенітної бригади «Відень», з 22 грудня 1942 року — 16-ї зенітної бригади, з 1 січня 1944 року — 24-ї зенітної дивізії. 1 лютого 1945 року відправлений у резерв ОКЛ, проте практично продовжував командувати рештками своєї дивізії. 8 травня 1945 року взятий в полон американськими військами. Звільнений 5 червня 1947 року.

## Звання
- Єфрейтор (14 травня 1915)
- Унтер-офіцер (1 серпня 1915)
- Кандидат в офіцери (10 лютого 1916)
- Віце-вахмістр (28 лютого 1916)
- Лейтенант резерву (6 березня 1917)
- Лейтенант поліції (3 жовтня 1920)
- Обер-лейтенант поліції (1 грудня 1923)
- Гауптман поліції (1 липня 1932)
- Гауптман (1 серпня 1935)
- Майор (1 квітня 1936)
- Оберст-лейтенант (1 лютого 1939)
- Оберст (1 квітня 1941)
- Генерал-майор (1 квітня 1944)

## Нагороди
- Залізний хрест 2-го і 1-го класу
- Почесний хрест ветерана війни з мечами (20 грудня 1934)
- Медаль «За вислугу років у Вермахті» 4-го, 3-го і 2-го класу (18 років)
- Застібка до Залізного хреста
  - 2-го класу (19 січня 1940)
  - 1-го класу (16 грудня 1940)
- Нагрудний знак зенітної артилерії люфтваффе (16 грудня 1941)
- Лицарський хрест Залізного хреста (12 квітня 1945)